# Cramond Island

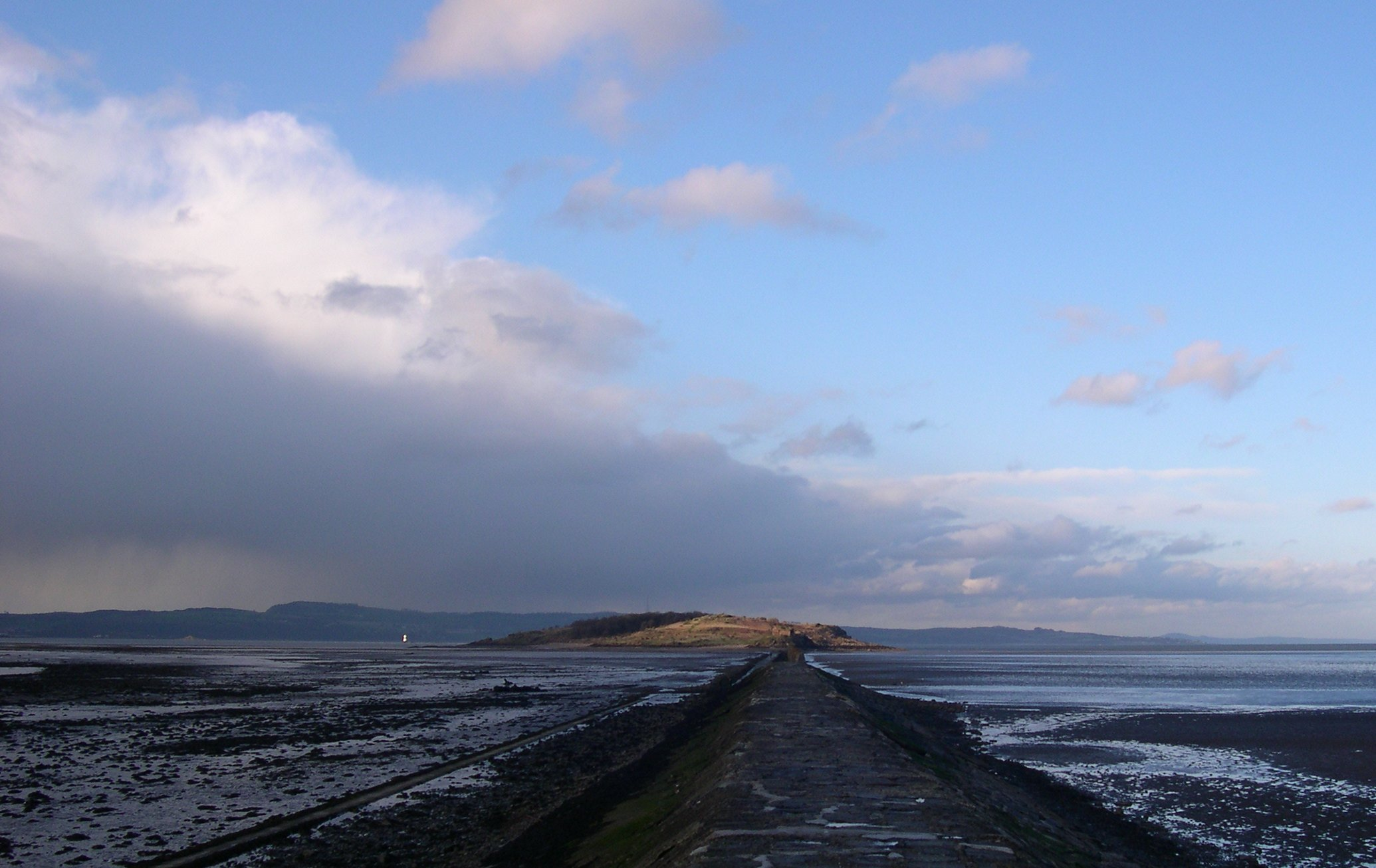
Illa de Cramond i l'accés a peu vist des de la riba

L'illa de Cramond (en Gaèlic escocès Eilean Chathair Amain) és una de les illes al Fiord de Forth a la costa est d'Escòcia, prop d'Edimburg. Com el nom indica, és al costat de Cramond. Té una longitud de 540 m, cobreix una superfície de 7.7 ha i, actualment, pertany a Dalmeny.
Sensu stricto, no es tracta d'una illa sinó d'una illa mareal (en anglès tidal island), que s'uneix a terra ferma quan baixa la marea. Un camí pavimentat permet creuar a l'illa quan la marea està baixa. En un dels costats d'aquest camí es troba, a més, una filera de pilones de formigó construïts com a defensa contra les bombes i torpedes dels submarins alemanys durant la II Guerra Mundial, la que constitueix una de les vistes més impressionants de la zona. Quan la marea puja, l'illa queda aïllada de terra i el camí d'accés se submergeix uns metres sota l'aigua. En estar situada l'illa a una distància una mica superior a un quilòmetre i mitjà (una milla, aprox.), els visitants han de tenir en compte el temps necessari per tornar, ja que la velocitat a la qual puja l'aigua pot deixar atrapats als visitants despistats. L'illa forma part de l'estuari del riu Almond la desembocadura del qual se situa al costat del pas a l'illa. L'illa de Cramond és una àrea d'esbarjo bastant popular a Edimburg.

## Història

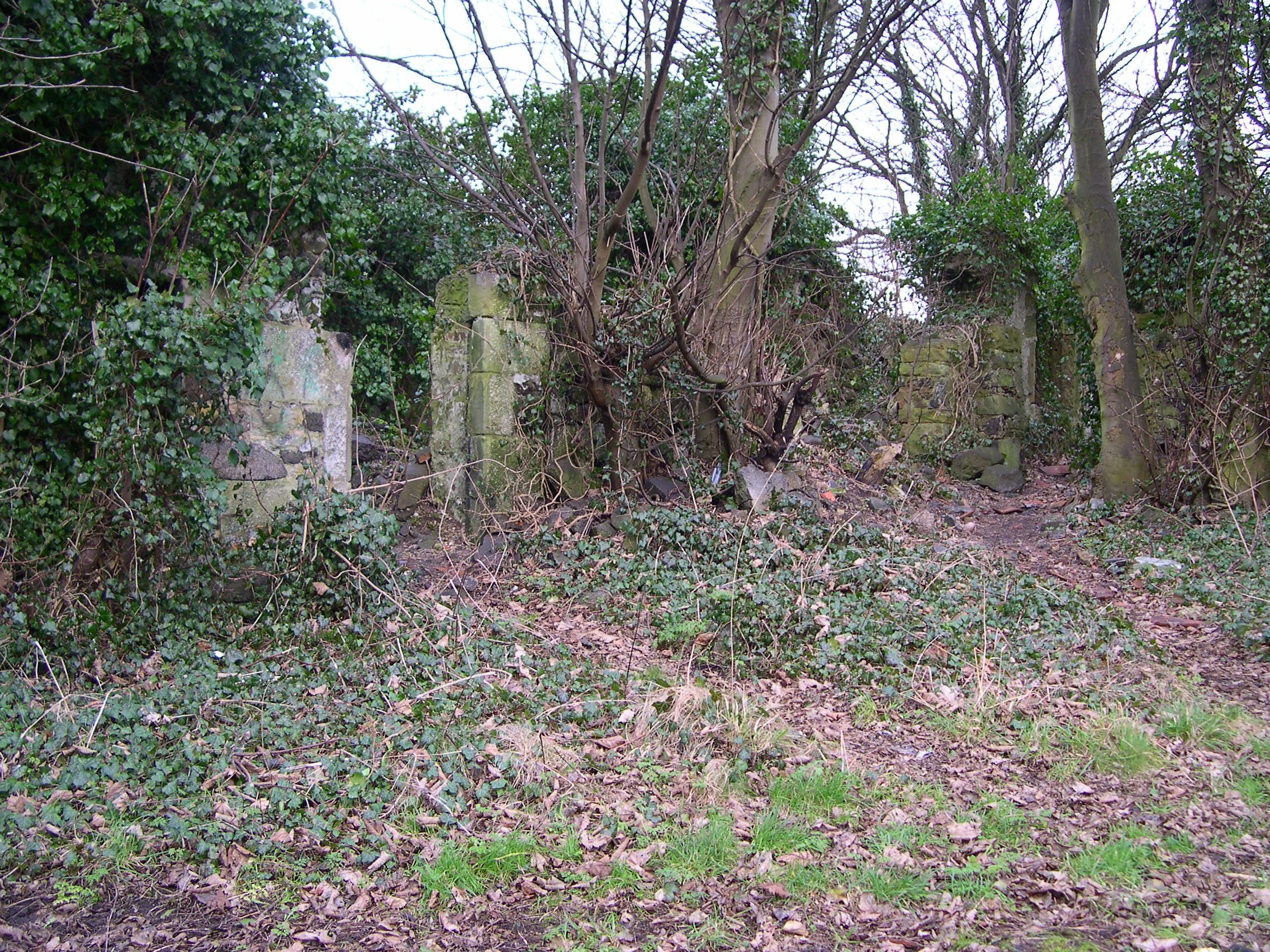
Granja en ruïnes a l'illa de Cramond

Hi ha evidències que suggereixen que l'illa podria haver tingut un significat especial en la prehistòria per als pobladors de la costa del fiord de Forth, com mostraria la troballa d'almenys una cista i una pedra funerària.
D'altra banda, en Cramond es va situar un fort romà. Per això és bastant plausible que l'illa hagués estat utilitzada per ells. Si bé la presència dels romans a Escòcia no va ser particularment important, la veritat és que Cramond és un dels jaciments arqueològics d'aquesta època més rics, juntament amb Trimontium prop de Melrose.
Al llarg de la major part de la seva història, l'illa de Cramond ha estat utilitzada per al pasturatge, especialment d'oví, i potser ha servit també com a lloc per a la pesca. L'illa també va ser famosa pels seus criadors d'ostres, actualment desapareguts a causa de la sobre-explotació. En la part nord-oest de l'illa hi ha unes restes d'un espigó construït amb pedra local que pot tenir un origen medieval, mentre que cap a la part central de l'illa, mig amagada per un bosc, es troben les ruïnes d'una granja de pedra que apareix en un mapa de l'Ordnance Survey de 1853, però que podria ser considerablement més antiga. Aquesta granja es va mantenir habitada fins a la dècada de 1930 i les ovelles es van mantenir a l'illa fins a la dècada del 1960.

### II Guerra Mundial

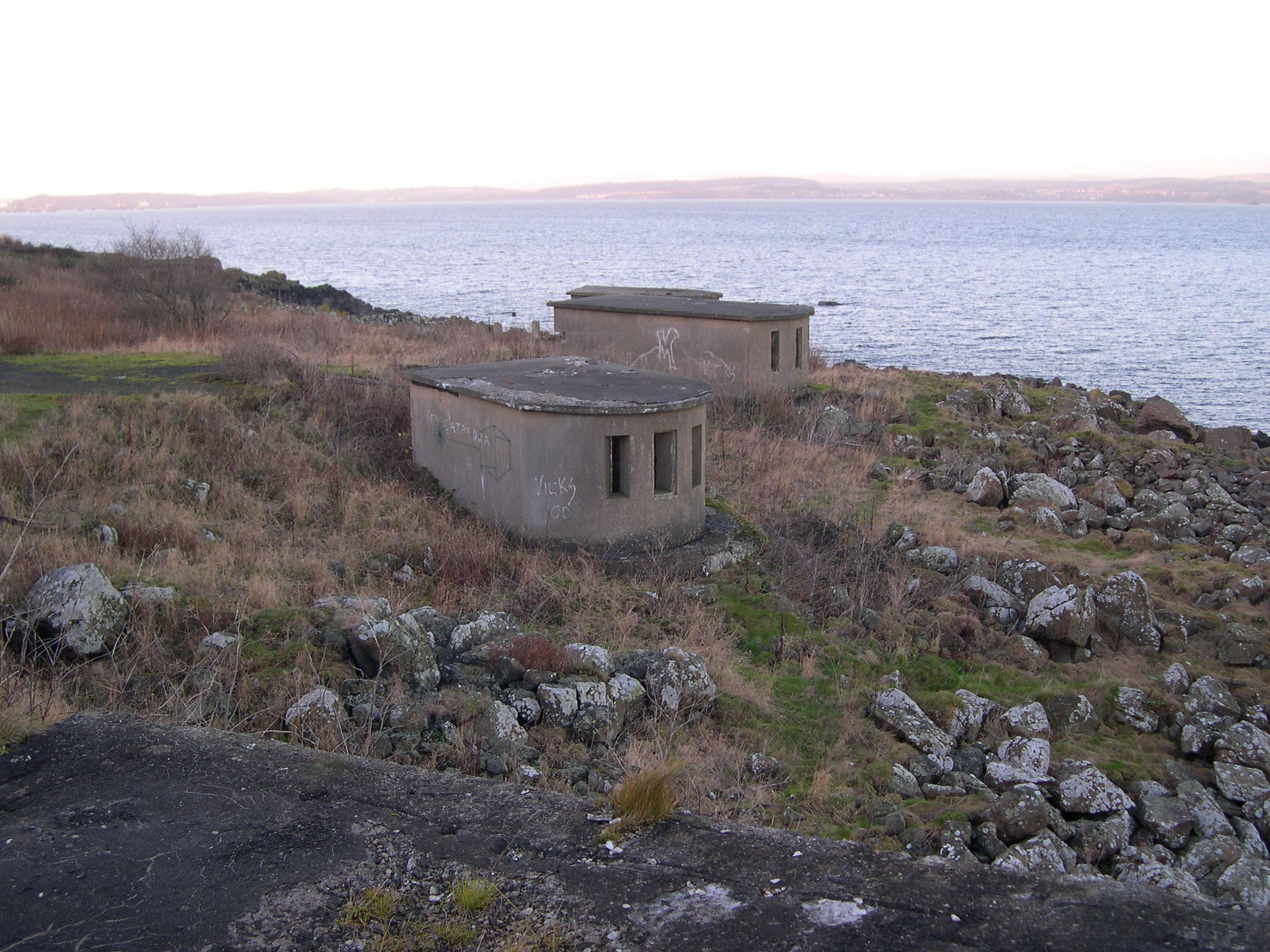
Fortificacions de la Segona Guerra Mundial a l'illa de Cramond

Amb l'esclat de la Segona Guerra Mundial, l'illa de Cramond, juntament amb altres illes en el Forth, va ser fortificada per protegir les costes en el cas que els vaixells de guerra enemics entressin al canal. Alguns d'aquests edificis romanen encara en peus i es poden explorar. Immediatament després de travessar el camí d'accés a l'illa, les primeres estructures que es veuen són un niu per a una metralladora de 75mm i el seu far associat. En la part nord-est de l'illa es troben més edificis que inclouen magatzems, refugis i nius de metralladora, així com dues sales de màquines que contenien tot l'equip necessari per proveir d'electricitat a les instal·lacions militars de l'illa.
Continuant a través de la costa nord es troben formacions de formigó erosionat que sobresurten de la mala herba, restes dels barracons que van albergar a la guarnició de l'illa.
A la part oest hi ha un petit edifici de maó de propòsit desconegut i al costat, situat precàriament sobre la riba rocosa, hi ha les ruïnes d'un petit edifici quadrat que va ser utilitzat com a magatzem de munició durant la guerra; és fet en pedra el que indica que és molt més antic que qualsevol de les guerres mundials i, molt probablement, sigui de la mateixa època que la granja al centre de l'illa.